# 牡丹亭 (电视剧)
《牡丹亭》是一部根据明代著名戏剧家汤显祖的戏剧名作《牡丹亭》改编而成的古装电视剧。本剧仍以杜丽娘和柳梦梅生死离合的爱情故事为主线，但是将洛阳牡丹起源、牡丹仙子、武则天与洛阳牡丹的故事贯穿剧中，丰富了原著的内容，增加了故事性。由知名演员孙菲菲、沙溢主演，2009年9月12日在洛阳开机，11月杀青，2010年11月取得发行许可证。本于2011年发行，至2012年6月才首播。
《牡丹亭》在中国家喻户晓，曾先后被昆曲、京剧、话剧、舞剧、音乐剧等多种不同艺术形式的版本诠释。但是将其改编成电视连续剧在我国乃至全世界范围内尚属首次。

## 平台
| 頻道             | 所在地 | 播映日期      | 播出時間              | 备注                                          |
| ---------------- | ------ | ------------- | --------------------- | --------------------------------------------- |
| 海口新闻综合频道 | 中国   | 2012年6月22日 | 21:30-23:00           | 每天二集                                      |
| 香港卫视         | 香港   | 2013年3月31日 | 01:00-02:00           | 每天一集，官方網站在線回放                    |
| MOD 龍華戲劇     | 臺灣   | 2014年3月18日 | 週一~週五 19:00-21:00 | (3/18因接檔關係，20:00僅播出1集，之後日播2集) |

## 概述
南宋绍兴年间，国家内忧外患，国势不振。南安因有能臣杜宝治理，一直繁荣稳定。南安百姓为了感谢杜太守，将一株颇为神奇的七色牡丹献与了他。杜宝本是个喜爱牡丹之人，但却因为忧虑宋金两国的战事，不愿玩物丧志，将府中的牡丹园锁了起来。杜宝之女杜丽娘年方二八，模样俊俏，品行均淑。杜宝对女儿非常严厉，从来不许女儿出门，也不让她接触任何男性。几年来，一直让一个颇通诗文的侍女垂红教女儿识文断字、读经背诗。

## 演员
| 演员   | 角色         | 类型     | 简介 |
| 孙菲菲 | 杜丽娘       | 原著人物 | 女，18岁，南宋江西南安太守杜宝的独生女儿，深得父母宠爱。花容月貌，娇美无比，性情温文尔雅，坚韧执着，多愁善感，痴心重情。 |
| 沙溢   | 柳梦梅(春卿) | 原著人物 | 男，20岁，岭南书生，唐代诗人柳宗元后裔，外形英俊潇洒，气质非凡，博学多才，志向远大。但命运不济，父母双双早亡，举目无亲，仅靠老仆人郭驼经营果园花圃生活。                                                                       |
| 郭凯敏 | 杜宝         | 原著人物 | 男，50多岁，杜丽娘父亲，唐代大诗人杜甫后裔，历任南安太守、淮扬安抚使、平章军国重事，文武双全，颇有声望，深受皇帝器重和百姓爱戴。但性格古板固执，思想顽固僵化。                                                                 |
| 黄海   | 韩子才       | 原著人物 | 男，20多岁，唐代大文人韩愈后裔，柳梦梅挚友，个性风流倜傥，性格温和，举止有礼，满腹经纶，与柳梦梅志趣相投。爱慕吴轶男。 |
| 陈洁   | 吴轶男       | 新增人物 | 女，20岁左右，护远镖局总镖头吴大海之女，性格活泼大方，敢做敢为，巾帼不让须眉，自幼随父亲习武，练得一手出神入化的好剑法。 |
| 曹梦   | 春香         | 原著人物 | 女，16岁，杜丽娘贴身丫环，忠心主人，生性泼辣，快人快语，单纯善良，爱耍小聪明，但又时常做糊涂事。 |
| 姚刚   | 李全         | 原著人物 | 男，30多岁，有勇无谋的一介莽夫，生性狂野。原为杜府中的家丁，因调戏府中丫环垂红，越墙逃跑时被杜宝射伤，从此怀恨在心，屡施报复。上山为匪后投靠金人，最后被劝降。                                                                 |
| 王静   | 杨婆         | 原著人物 | 女，30多岁，颇有姿色，性情泼辣，武艺高强，计谋高超，绿林匪寇无不叹服。拉拢李全入伙为王，并成为李全之妻。归顺朝廷后帮助杜宝大胜金军，最后与李全一起归隐东海。                                                                   |
| 倪土   | 吴大海       | 新增人物 | 男，50多岁，吴轶男父亲，护远镖局总镖头。因爱女之死，投军抗金，在杜宝帐下屡立战功，被封为将军。 |
| 王琇强 | 陈最良       | 原著人物 | 男，60多岁，穷酸寒儒，自幼习文，满口圣贤，但学之不深，悟之不透，屡次参加乡试不中，思想陈旧而迂腐，处事刻板而教条。生活窘迫，被人戏称为“陈绝粮”。受杜宝聘请，任杜丽娘的私塾先生。最后因因抗敌当信使有功被封“黄门奏事官”。       |
| 刘燕燕 | 甄氏         | 原著人物 | 女，50多岁，魏朝甄皇后的嫡传后代，杜宝之妻，杜丽娘之母。典型的封建妇女，朴实敦厚，贤淑仁惠，夫唱妇随，对女儿慈爱而严厉。 |
| 徐松子 | 石道姑       | 原著人物 | 女，40多岁，原紫阳宫道姑，后在梅花庵为死去的杜丽娘护坟修行。虽然有贪财、好吃的小毛病，却忠实守信，古道热肠。多次援手杜丽娘、柳梦梅，是二人生死爱情的同情者和见证人。                                                           |
| 王珂   | 垂红         | 新增人物 | 女，24岁左右，本为太守府大丫环，因为被李全所害，做了道姑。后和癞头鼋一起被黑白无常误杀，真相大白后留在地府当差。 |
|        | 癞头鼋       | 原著人物 | 男，30多岁，石道姑侄儿，原杜宝太府车夫。憨厚善良，乐于助人，外表虽萎琐，但做事执着。暗恋垂红，后为救垂红丧命。 |
| 鑫淼   | 牡丹仙子     | 原著人物 | 女，20多岁，牡丹之神，名列仙班，美丽绝伦，法力非凡，善良正直，行侠仗义，对杜柳二人的生死爱情十分同情，多次施以援手对付黑白无常，暗中保护杜丽娘。                                                                               |
|        | 花郎         | 原著人物 | 男，20多岁，杜宝太守府后花园花匠。 |
|        | 胡判官       | 原著人物 | 男，40多岁，地府判官，“十地阎王”之一。性情豁达，正直直言，对杜丽娘十分关爱，多次帮助杜丽娘。 |
|        | 黑无常       | 新增人物 | 男，30多岁，一个恶鬼，贪恋美色，刚愎自用，诡计多端，逼死去的杜丽娘做自己的小妾。并且百般阻挠杜丽娘重生，为断杜丽娘的人间姻缘，不惜多次谋害柳梦梅。黑无常晚上以地府差役的身份缉拿死人的灵魂，白天以公子形象游荡人间，吃喝玩乐。 |
|        | 白无常       | 新增人物 | 男，30多岁，本剧的白无常是个贪婪之徒，爱财如命，与黑无常狼狈为奸，一个好色，一个贪财，沆瀣一气。白无常晚上以地府差役的身份缉捕死人的灵魂，白天则以公子形象游荡人间，挥霍不义之财，贪求享乐。                                   |
| 徐敏   | 苗舜宾       | 新增人物 | 男，50多岁，龙图阁大学士、吏部尚书，被任命为殿试主考大臣，对柳梦梅和韩子才的才华十分看重。与韩子才之父交情甚笃，破格录取韩子才进入中书省为官。                                                                                 |
|        | 苗修远       | 新增人物 | 25岁左右，苗舜宾之子，为人正直，多次帮助杜丽娘。 |
|        | 醉道人       | 新增人物 | 男，50多岁，临安城外清虚观道士，常年行游天下，后回道清虚观接任住持，帮助石道姑还俗，促成了她与陈最良的末世情缘。 |
|        | 郭驼         | 原著人物 | 男，50多岁，柳家的老仆，忠心侍主，诚实守信。以种植桃林为生，善于讲故事。 |
| 张铁林 | 宋高宗       | 原著人物 | 赵构，宋朝皇帝。 |

## 主创
| 职责                 | 人员、单位                                |
| -------------------- | ----------------------------------------- |
| 总制片人             | 熊诚                                      |
| 编剧                 | 宋晋川、曾有情、水能沉                    |
| 执行制片人           | 张勇                                      |
| 制片主任             | 张萍                                      |
| 导演                 | 彭景泉、李翰韬、吴家骀                    |
| 美术设计             | 刘兵                                      |
| 化妆、服装、造型设计 | 陈敏正                                    |
| 联合摄制单位         | 中共抚州市委·市人民政府                   |
| 联合摄制单位         | 中共洛阳市委·市人民政府                   |
| 联合摄制单位         | 江西出版集团·北京东方全景文化传媒有限公司 |
| 联合摄制单位         | 北京江右飞歌影视文化传媒有限公司          |
| 联合摄制单位         | 上海电影艺术学院                          |
| 联合摄制单位         | 上海雍有投资咨询有限公司                  |
| 联合摄制单位         | 江西文联影视艺术中心有限责任公司          |
| 联合摄制单位         | 天津云鼎置业发展有限公司                  |
| 联合摄制单位         | 北京中视精彩影视文化中心                  |